# 2019年奈良県議会議員選挙
2019年奈良県議会議員選挙（2019ねんならけんぎかいぎいんせんきょ）は、2019年（平成31年）4月7日に投票が行われた奈良県議会の議員を改選するための一般選挙である。

## 概要
県議会議員の4年の任期満了に伴う選挙である。なお、奈良県議会議員選挙は1947年（昭和22年）4月に実施された第1回の選挙からいずれも統一地方選挙の日程で実施されている。
定数43(前回選挙より1減)に対し60名が立候補。4つの選挙区で無投票当選が決まった。

## 選挙結果
自民党が単独で21議席を獲得、公明党も勢力を維持した。日本共産党は定数減の煽りをうけ生駒郡の現職が落選し1減、国民民主党と日本維新の会は勢力を維持した。全国的には好調だった立憲民主党だが、奈良県では振るわず奈良市選挙区で共倒れするなど、1議席も取れない惨敗となった。

## 当選者
自民党 
 公明党 
 国民民主党 
 維新の会 
 共産党 
 無所属 
| 奈良市・山辺郡 | 中川崇     | 池田慎久 | 猪奥美里 | 荻田義雄 |
| 奈良市・山辺郡 | 山中益敏   | 大国正博 | 出口武男 | 山村幸穂 |
| 奈良市・山辺郡 | 小林照代   | 植村佳史 | 田尻匠   |          |
| 大和高田市     | 太田敦     | 米田忠則 |          |          |
| 大和郡山市     | 中野雅史   | 小泉米造 | 藤野良次 |          |
| 天理市         | 川口延良   | 岩田国夫 |          |          |
| 橿原市・高市郡 | 山本進章   | 亀田忠彦 | 岡史朗   | 森山賀文 |
| 桜井市         | 中村昭     | 和田恵治 |          |          |
| 五條市         | 秋本登志嗣 |          |          |          |
| 御所市         | 川口正志   |          |          |          |
| 生駒市         | 阪口保     | 樋口清士 | 佐藤光紀 | 粒谷友示 |
| 香芝市         | 奥山博康   | 尾崎充典 |          |          |
| 葛城市         | 西川均     |          |          |          |
| 宇陀市・宇陀郡 | 田中惟允   |          |          |          |
| 生駒郡         | 小村尚己   | 小林誠   |          |          |
| 磯城郡         | 井岡正徳   | 松本宗弘 |          |          |
| 北葛城郡       | 乾浩之     | 清水勉   | 今井光子 |          |
| 吉野郡         | 国中憲治   | 浦西敦史 |          |          |

### 補欠当選
| 年     | 月   | 選挙区         | 当選者   | 当選政党   | 欠員     | 欠員政党     | 欠員事由       |
| ------ | ---- | -------------- | -------- | ---------- | -------- | ------------ | -------------- |
| 2021年 | 10月 | 奈良市・山辺郡 | 疋田進一 | 自民党     | 中川崇   | 日本維新の会 | 奈良市長選出馬 |
| 2021年 | 10月 | 奈良市・山辺郡 | 階戸幸一 | 立憲民主党 | 猪奥美里 | 立憲民主党   | 衆院選出馬     |